# China Postal Airlines

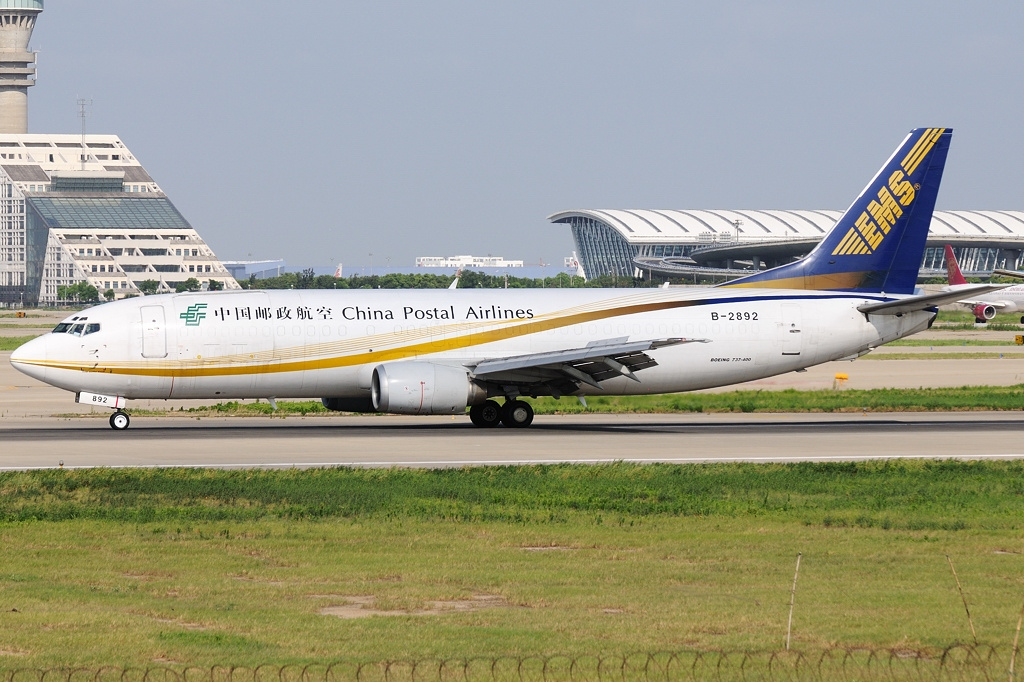

China Postal Airlines — вантажна авіакомпанія Китаю зі штаб-квартирою у місті Пекін, що працює в сфері комерційних авіаперевезень за більш ніж трьомстам пунктів призначення всередині країни, а також на регулярних і чартерних маршрутах за її межами.
Портом приписки перевізника і його головним транзитним вузлом (хабом) є міжнародний аеропорт Нанкін Лукоу.

## Історія
Авіакомпанія China Postal Airlines була утворена 25 листопада 1996 року і початку операційну діяльність 27 лютого наступного року. 51 % власності перевізника знаходиться біля Поштової агентства Китаю (China Post), решта 49 % — у розпорядженні магістральної авіакомпанії China Southern Airlines.
Спочатку China Postal Airlines була орієнтована тільки на перевезення поштових вантажів всередині країни, але вже в 2006 році розширила свою маршрутну мережу на регулярні вантажні авіаперевезення в аеропорти Південної Кореї і Японії.
У січні 2007 року China Postal Airlines вийшла на ринок міжнародних чартерних перевезень.

## Флот
Станом на січень 2014 року повітряний флот авіакомпанії China Postal Airlines становили такі літаки: